# Giáo hoàng Caiô
Caiô (Latinh:Caius) là vị giáo hoàng thứ 28 của giáo hội công giáo. Theo niên giám tòa thánh năm 1806 thì ông lên ngôi Giáo hoàng vào năm 283 và triều đại của ông kéo dài 12 năm, 4 tháng và 17 ngày. Niên giám tòa thánh năm 2003 xác định triều đại của ông kéo dài từ ngày 17 tháng 12 năm 283 cho tới ngày 7 tháng 12 năm 296. Truyền thống xem ông là Giáo hoàng mặc dù từ này chỉ được các Giám mục Rôma dùng kể từ giáo hoàng Sylvestrô I.
Cơ đốc giáo truyền thống cho rằng Caius sinh tại Salona, Dalmatia, nước Ý. Ông là thành viên của một gia đình quyền quý. Cậu ruột là Diocletianus – người được quân đội đưa lên làm hoàng đế Rô-ma vào năm 284. Có rất ít thông tin về Caius, ngoại trừ thông tin từ Liber Pontificalis.
Trong thời gian làm Giáo hoàng, ông quy định những ai chịu chức Giám mục phải qua các chức nhỏ như giữ cửa, đọc sách, giúp lễ, trừ tà, phụ phó tế, phó tế và linh mục. Ông cũng phân chia Rôma cho các decons (trợ tế) và làm mọi sự để có thể để giúp cho các tín hữu giữ vững đức tin dù phải gặp bất cứ hy sinh nào. Để tiện việc giúp đỡ giáo dân của mình hơn, ông đã sống tám năm liền trong những hầm buồng nằm dưới mặt đất, gọi là những hang toại đạo. Đây là những nghĩa trang nơi các kitô hữu thường họp mặt bí mật để cầu nguyện và lãnh nhận các bí tích. Đây cũng là nơi ẩn náu của họ trong những cuộc bách hại.
Nhận thấy đế quốc quá rộng lớn, năm 286 Diocletianus đã chia làm hai. Ông giữ miền Đông, còn trao miền Tây cho Maximianus (286-310). Năm 293 để việc cai trị có hiệu quả hơn và để tránh những cuộc tranh giành sau khi hoàng đế mất. Diocletianus phân chia đế quốc làm 4 khu vực, đó là chính sách "tứ phân".

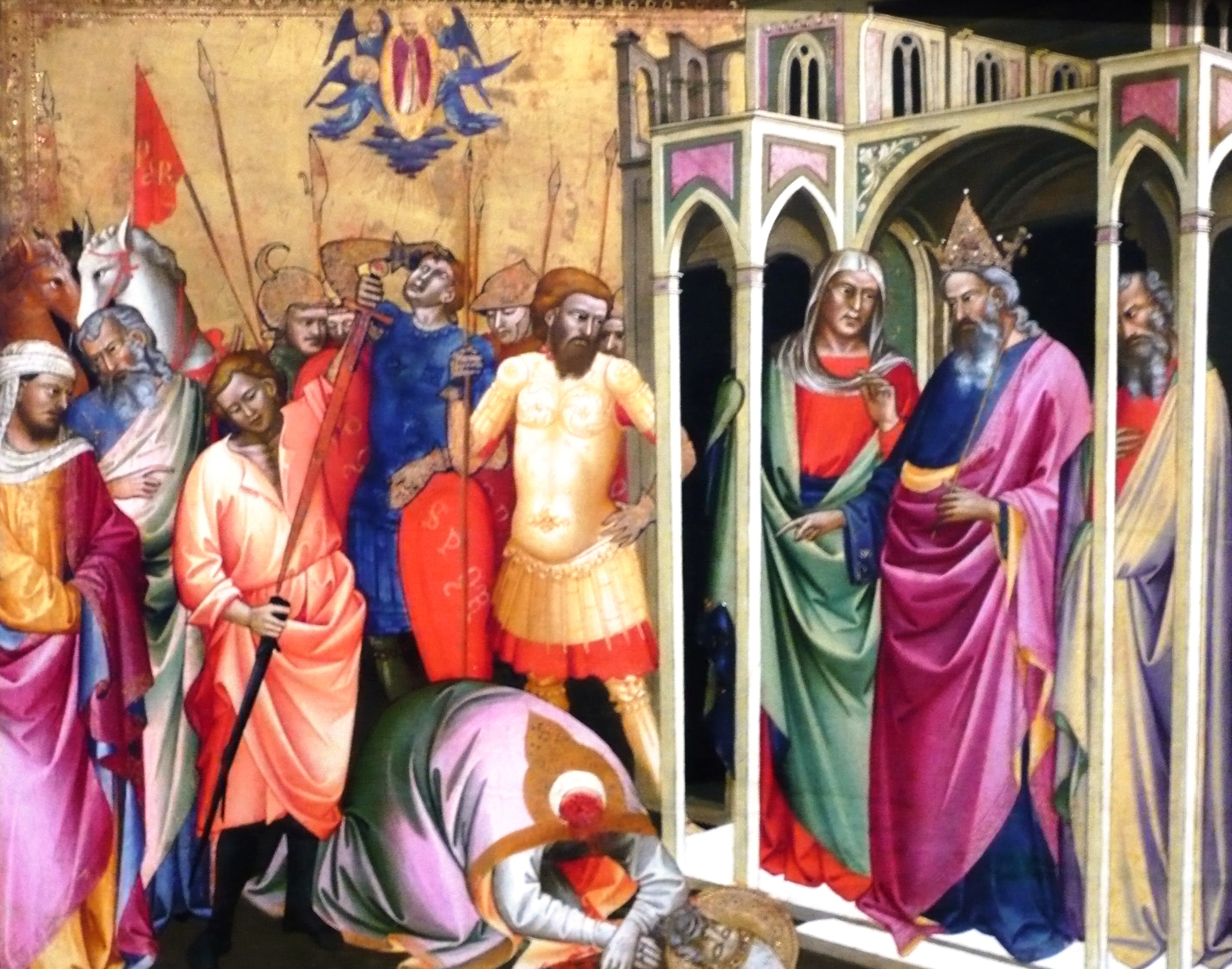
Mô tả Giáo hoàng tử đạo Caius bởi Lorenzo Monaco. Ban đầu là một phần của bàn thờ nhà thờ San Gaggio ở Florence.

Truyền thông cho rằng Giáo hoàng Caius chịu tử đạo năm 296 hoàng đế Docletianus. Tuy nhiên điều này có thể không xác thực. Cuộc bách hại của Docletianus bắt đầu vào năm 303 và không phải ngay từ đầu hoàng đế này đã thù nghịch với Kytô giáo. Nguồn khác cho rằng ông tử đạo không phải do lệnh của chú mình nhưng do lệnh của Hoàng Đế Maximillan. Ông đã được chôn tại hầm mộ các Giáo hoàng tại nghĩa trang thánh Callistus, Rome.
Vào năm 1631, hài cốt của ông đã được chuyển sang một nhà thờ ở Roma. Tuy nhiên nó đã bị phá hủy vào năm 1880 để nhường chỗ cho Bộ chiến tranh và các di tích đã được chuyển cho một nhà nguyện nhỏ của gia đình Barberini.
Ông đã được giáo hội suy tôn là thánh và được kính nhớ vào ngày 22 tháng 4 cùng với thánh Soter. Cả hai đã được ghi vào Roma Martyrology (danh sách các thánh tử đạo) với đề mục như sau: "Tại Roma, nghĩa trang của St Callistus trên đường Via Appia, đã chôn cất thánh Caius, giáo hoàng người đã chết trong cuộc bách hại của Docletianus, như một chứng nhân của đức tin".